# Atrichopogon guianensis
Atrichopogon guianensis är en tvåvingeart som beskrevs av John William Scott Macfie 1940. Atrichopogon guianensis ingår i släktet Atrichopogon och familjen svidknott.
Artens utbredningsområde är Guyana. Inga underarter finns listade i Catalogue of Life.